# Église de l'Assomption-de-Notre-Dame de Baraigne
L'église de l'Assomption-de-Notre-Dame est une église romane située à Baraigne dans le Lauragais, pays du département français de l'Aude en région Occitanie.

## Historique
L'église romane de Baraigne est construite au XIIe siècle. Elle est citée en 1207. L'abbaye d'Alet en recueille à l'époque les fruits décimaux. À partir de 1318, elle fait partie du diocèse de Saint-Papoul.
Elle fait l'objet d'un classement au titre des monuments historiques depuis le 7 juillet 1908.

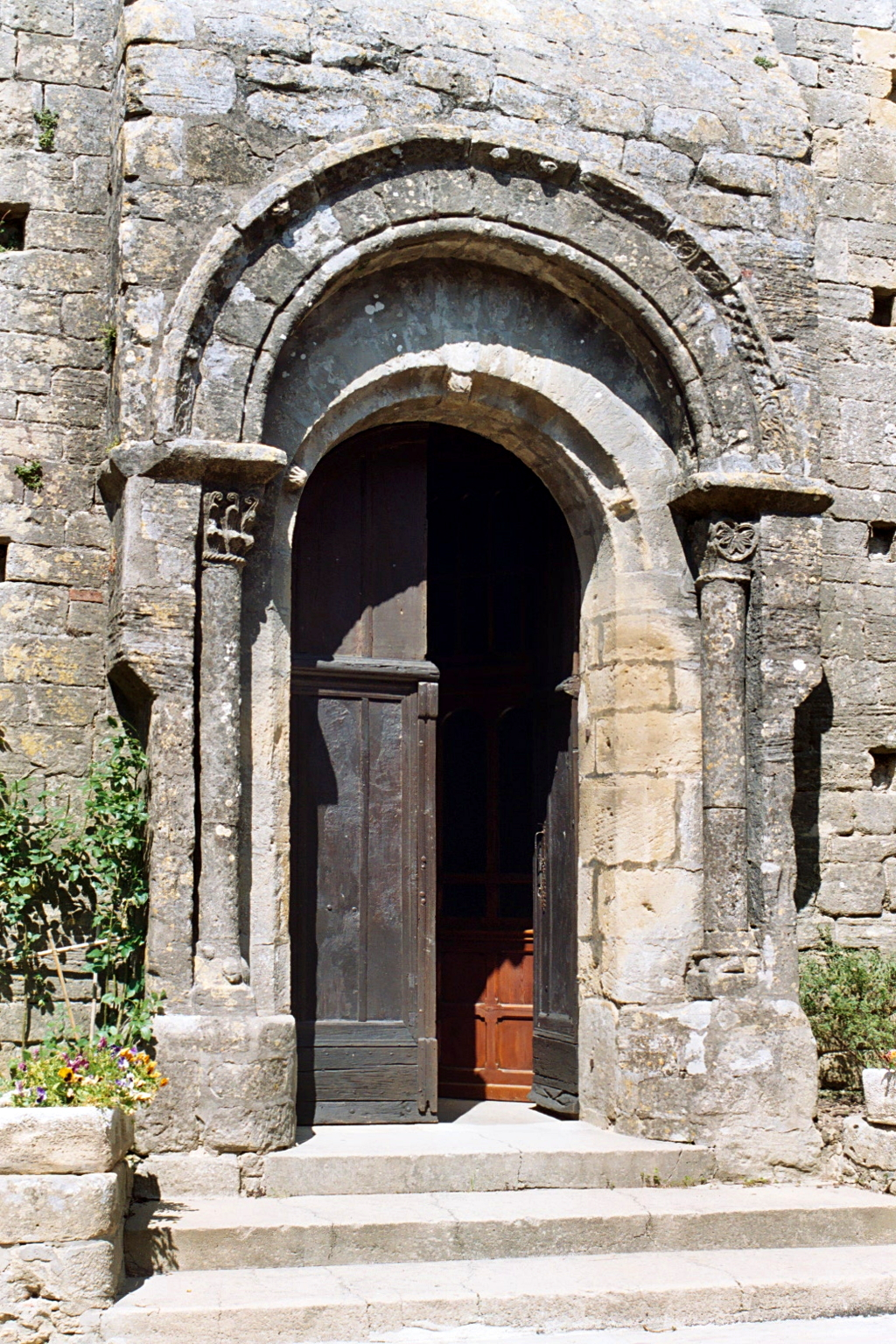
Le portail méridional.

## Architecture extérieure
L'église, édifiée en pierre de taille de belle facture assemblée en grand appareil, possède un chevet de style roman lombard, un portail roman ainsi qu'un clocher-mur.
Le chevet de style roman lombard est constitué d'une abside unique ornée d'arcades fort saillantes alternant avec des lésènes redoublées par d'épais pilastres. Cette abside est percée de fines fenêtres à simple ébrasement.
La façade méridionale est ornée d'un portail faisant saillie. Ce portail est encadré d'une paire de colonnes surmontées de chapiteaux sculptés de motifs végétaux. Il est surmonté d'une double archivolte. L'archivolte interne est biseautée et ornée de pointes de diamant : elle repose directement sur les piédroits, biseautés comme elle. L'archivolte externe repose sur les chapiteaux et est ornée d'une frise ornée de motifs décoratifs variés : damier, palmette, boules, pointes de diamant…
De part et d'autre du portail, la façade est percée de nombreux trous de boulin.
La façade ouest est surmontée d'un clocher-mur percé de trois grandes baies campanaires.